# Назаренки (Новосанжарська селищна громада)
Наза́ренки — село в Україні, у Новосанжарській селищній громаді Полтавського району Полтавської області. Населення становить 5 осіб. До 2020 орган місцевого самоврядування — Судівська сільська рада.

## Географія
Село Назаренки знаходиться на правому березі річки Полузір'я, вище за течією на відстані 2,5 км розташоване село Шпортьки, нижче за течією на відстані 0,5 км розташоване село Лелюхівка. Поруч проходить автомобільна дорога М22 (E584).

## Населення

### Мова
Розподіл населення за рідною мовою за даними перепису 2001 року:
| Мова       | Кількість | Відсоток |
| ---------- | --------- | -------- |
| українська | 4         | 80%      |
| російська  | 1         | 20%      |
| Усього     | 5         | 100%     |

## Історія
12 червня 2020 року, відповідно до розпорядження Кабінету Міністрів України № 721-р «Про визначення адміністративних центрів та затвердження територій територіальних громад Полтавської області», село увійшло до складу Новосанжарської селищної громади.
19 липня 2020 року, в результаті адміністративно - територіальної реформи та ліквідації Новосанжарського району, село увійшло до складу новоутвореного Полтавського району Полтавської області.